# Dvorec
Dvorec es un municipio del distrito de Bánovce nad Bebravou en la región de Trenčín, Eslovaquia, con una población estimada a final del año 2024 de 513 habitantes.
Se encuentra ubicado en el centro-sur de la región, cerca del río Bebrava (cuenca hidrográfica del río Danubio) y de la frontera con la región de Nitra.

## Demografía
| Año        | 1994 | 2004     | 2014    | 2024     |
| ---------- | ---- | -------- | ------- | -------- |
| Población  | 380  | 426      | 428     | 513      |
| Diferencia |      | +12,10 % | +0,46 % | +19,85 % |

| Año        | 2023 | 2024    |
| ---------- | ---- | ------- |
| Población  | 488  | 513     |
| Diferencia |      | +5,12 % |